# 성덕초등학교 (전북)
성덕초등학교는 대한민국 전북특별자치도 김제시 성덕면 석동리에 있는 공립 초등학교이다.

## 학교 연혁
- 1930년 7월 5일 성덕공립보통학교 개교
- 1938년 4월 1일 성덕공립심상소학교로 개칭
- 1941년 4월 1일 성덕공립국민학교로 개칭
- 1980년 3월 2일 병설유치원 개원
- 1996년 3월 1일 성덕초등학교 개칭
- 1997년 3월 1일 남포분교장 편입
- 1999년 3월 1일 남포분교장 통폐합
- 2002년 3월 1일 성동초등학교 통폐합
- 2003년 3월 1일 특수학급 1개반 증설
- 2012년 3월 1일 제23대 구희찬 교장 부임
- 2013년 3월 1일 학교군 공동교육과정 운영(성덕, 죽산, 월촌 3개교)
- 2016년 9월 1일 제25대 김서경 교장 취임
- 2018년 2월 9일 제85회 졸업식(총 5,441명 졸업)

## 참고 자료
- 성덕초등학교 - 한국교육학술정보원 학교알리미